# Madeline Amy Sweeney
Madeline Amy Sweeney (14 de dezembro de 1965 – 11 de setembro de 2001), conhecida como Amy Sweeney, foi uma aeromoça (assistente de bordo), morta a bordo do American Airlines Flight 11, quando este foi desviado por terroristas e deliberadamente lançado contra a Torre Norte do World Trade Center, em Nova Iorque, como parte dos Ataques de 11 de Setembro de 2001.

## Voo 11
Em 11 de setembro de 2001, Amy solicitada pela American Airlines para realizar um turno adicional, uma vez que os outros membros, que estavam designados para o cargo, ficaram doentes. Na realidade, ela só iria fazer estes turnos extras nos finais de semana.
Em 11 de setembro, aproximadamente às 07:15, antes do avião ser roubado, Amy fez uma ligação celular para seu marido a partir do avião, Michael (que disse ser algo "extremamente incomum").  Ela estava se sentindo triste devido ao trabalho, e perder a chance de ver a sua filha sair do
jardim de infância, e entrar na escola.
Amy tinha 35 anos quando morreu. Foi assistente de voo durante doze anos. Amy vivia com seu marido, Michael, e duas crianças, Jack e Anna. Eles moravam em Acton, Massachusetts.

"Eu vejo o mar. Eu vejo prédios. Eu vejo prédios! Nós estamos voando baixo. Nós estamos voando muito, muito baixo. Nós estamos voando baixo demais. Oh, meu Deus, nós estamos voando baixo demais. Oh, meu Deus!" 
 (O voo 11 atinge a Torre Norte). 
 

As últimas palavras de Amy, durante a ligação em voo com o atendente do American Airlines, Michael Woodward.

## Legado
Em 11 de fevereiro de 2002, Amy foi homenageada em uma série anual de prêmios de bravura, indicados pelo Governador de Massachusetts. O prêmio anual Madeline Amy Sweeney por bravura civil é concedido em todos os dias 11 de Setembro, a menos a um residente em Massachusetts, que exibiu extraordinária coragem em salvar ou defender a vida dos outros.
As primeiras pessoas a passar informações a respeito do sequestro do avião foram Amy e sua colega, Betty Ong. O piloto do avião, John Ogonowski, também recebeu um prêmio por ter ligado a escuta na cabine do piloto, para que fosse possível ouvir a conversa dos terroristas. Eles eram todos residentes de Massachusetts. Seus parentes aceitaram os prêmios em seus nomes.
No Memorial do 11 de Setembro, o nome de Amy está cravado na Piscina Norte, no painel N-74.